# Біг-Горн (округ, Монтана)
Шаблон:StateAbbr_ 45°26′ пн. ш. 107°29′ зх. д. / 45.43° пн. ш. 107.49° зх. д.
Округ Біг-Горн (англ. Big Horn County) — округ (графство) у штаті Монтана, США. Ідентифікатор округу 30003.

## Історія
Округ утворений 1913 року.

## Демографія
За даними перепису
2000 року
загальне населення округу становило 12671 осіб, зокрема міського населення було 3575, а сільського — 9096.
Серед мешканців округу чоловіків було 6249, а жінок — 6422. В окрузі було 3924 домогосподарства, 3033 родин, які мешкали в 4655 будинках.
Середній розмір родини становив 3,66.
Віковий розподіл населення поданий у таблиці:
| Стать    | До 15 років | 15-21 | 22-29 | 30-39 | 40-49 | 50-65 | 65-85 | Понад 85 |
| -------- | ----------- | ----- | ----- | ----- | ----- | ----- | ----- | -------- |
| Чоловіки | 1956        | 759   | 561   | 808   | 827   | 882   | 423   | 33       |
| Жінки    | 1769        | 724   | 591   | 912   | 901   | 892   | 531   | 102      |

## Суміжні округи
- Трежер — північ
- Роузбад — північний схід
- Роудер-Рівер — схід
- Шеридан, Вайомінг — південь
- Біг-Горн, Вайомінг — південний захід
- Карбон — захід
- Єллоустоун — північний захід

## Виноски
1. ↑  US Decennial Census. US Census Bureau. Архів оригіналу за 26 квітня 2015. Процитовано 27 листопада 2014.
2. ↑  Historical Census Browser. University of Virginia Library. Архів оригіналу за 30 травня 2019. Процитовано 27 листопада 2014.
3. ↑  Population of Counties by Decennial Census: 1900 to 1990. US Census Bureau. Архів оригіналу за 22 вересня 2018. Процитовано 27 листопада 2014.
4. ↑  Census 2000 PHC-T-4. Ranking Tables for Counties: 1990 and 2000 (PDF). US Census Bureau. Архів оригіналу (PDF) за 18 грудня 2014. Процитовано 27 листопада 2014.
5. ↑  State & County QuickFacts. US Census Bureau. Архів оригіналу за 7 липня 2011. Процитовано 14 вересня 2013. [Архівовано 2011-06-06 у Wayback Machine.](англ.) Наведено за англійською вікіпедією.
6. ↑  American FactFinder. Бюро перепису населення США. Архів оригіналу за 26 лютого 2012. Процитовано 31 січня 2008. [Архівовано 2008-05-21 у Wayback Machine.]

| США | Це незавершена стаття з географії США. Ви можете допомогти проєкту, виправивши або дописавши її. |